# Гастингс, Фрэнсис, 13-й граф Хантингдон
Фрэнсис Теофилус Генри Гастингс (англ. Francis Theophilus Henry Hastings; 31 июля 1808 — 13 сентября 1875) — британский аристократ, 13-й граф Хантингдон с 1828 года. Сын Ганса Гастингса, 12-го графа Хантингдона, и Фрэнсис Кобб. Был женат на Элизабет Пауэр, дочери Ричарда Пауэра и Элизабет Кэрью. В этом браке родились четверо детей:
- Доротея (умерла в 1909)[2];
- Луиза (умерла в 1873), жена Уильяма Максвелла[3];
- Фрэнсис (1841—1885), 14-й граф Хантингдон[1][4];
- Селина (1851—1875), жена Эдуарда Оделла[5].